# Derecho de acuñación en el Sacro Imperio Romano
El derecho de acuñación en el Sacro Imperio Romano (en alemán Münzregal) era una de las llamadas regalías (también llamados privilegios reales o derechos soberanos). Consistía en el derecho de emitir regulaciones que regulasen la producción y el uso de moneda. Cubría la especificación de la moneda, el derecho a la menta y el derecho a usar monedas y el beneficio de la acuñación. En las fuentes inglesas se hace referencia a él como "derecho de acuñación", "regalía de acuñación", "privilegios de acuñación" "minting privileges" y "prerrogativa de acuñación".

## Historia
En imitación de la antigua Roma, la corona franca era, desde Carlomagno, un gobierno fuertemente centralizado y esto incluía el derecho a la acuñación de monedas. La administración real también fue responsable de la construcción y operación de las mentas, el estándar de acuñación y la acuñación.
Con el fuerte repunte de la economía a partir del siglo IX, el derecho de acuñación, a menudo relacionado con las costumbres y los derechos de mercado, se delegó a los gobernantes eclesiásticos, principalmente a los obispos. A partir del siglo XI, también se concedió a príncipes seculares, y más tarde a pueblos y ciudades.
Con la Bula de Oro de 1356, el derecho de acuñación y los a menudo asociados derechos mineros o Bergregal se transfirieron a los electores principales. En 1648, otros estados imperiales (Reichsstände) obtuvieron el derecho de acuñación. Sin embargo, la soberanía sobre la acuñación se mantuvo oficialmente con el Emperador del Sacro Imperio Romano Germánico.

## Literatura
- Arnold Luschin von Ebengreuth: Allgemeine Münzkunde und Geldgeschichte des Mittelalters und der neueren Zeit. 2nd widely printed edition. Oldenbourg, Munich, inter alia, 1926 (Handbuch der mittelalterlichen und neueren Geschichte. Abt. 4: Hilfswissenschaften und Altertümer 5), (Unaltered reprographic copy: ib. 1969). (en alemán)
- Friedrich von Schrötter: Wörterbuch der Münzkunde. 2nd unaltered edition. de Gruyter, Berlín, 1970. (en alemán)
- Peter Volz: Königliche Münzhoheit und Münzprivilegium im Karolingischen Reich und die Entwicklung in der sächsischen und fränkischen Zeit. Teil I: Die  karolingische Zeit. In: Jahrbuch für Numismatik und Geldgeschichte. 21, ISSN 0075-2711, pp. 157–186. (en alemán)

- Datos: Q356851